# ミゲル・ピニェロ
ミゲル・ピニェロ（Miguel Piñero、1946年11月19日 - 1988年6月16日）はプエルトリコ出身でニューヨークで活動した劇作家、脚本家、俳優。ニックネームは「マイキー」。
アメリカではPinero（ピネロ）と表記されることが多いが、スペイン語でｎの上にティルデ(〜)が付くためピニェロと発音する。

## 略歴

### 生い立ち
プエルトリコのグラボ自治州で生まれ、4歳のときに両親に連れられてニューヨークのロウアー・イースト・サイドに移り住んだ。ミゲルが9歳のとき、父親は妻が5人目の子供を妊娠しているのを知りながら家を出て行った。生活保護を受けながらも貧困生活を強いられたミゲルは11歳で窃盗で捕まり少年院に送られ、13歳になると「ドラゴンズ」と呼ばれる地元のストリートギャングに加わって盗みや強盗を繰り返し、15歳で麻薬常習者になっていた。さらに18歳で強盗と麻薬所持の容疑で捕まりライカーズ刑務所に入れられた。本人いわく強盗や窃盗の件数は100件以上に及んだそうである。

### ショート・アイズ発表
出所後も犯罪をやめることはなく、彼が26歳になった1972年、拳銃強盗でシンシン刑務所に入れられた。この2度目の刑務所暮らしで知り合ったアフリカ系アメリカ人の詩人の影響で文学に興味を持つようになり、囚人への教育の一環として行われるワークショップの時間に”Black Woman with  Blonde Wig On”（ブロンドのウィッグを被った黒人女）という詩を書いた。コンテストに応募してみると2位に入賞し50ドルを獲得した。
次に戯曲「ショート・アイズ」”Short Eyes“を書いて応募したところ今度は賞金700ドルを得た。このときワークショップの指導に当たっていた舞台監督のメルヴィン・フェリックス・カミーロはこの戯曲を非常に気に入り、舞台で発表すべきだとミゲルに薦める。その1年後の1974年に仮出所が認められたのを機に、カミーロが率いる小さな劇団「ザ・ファミリー」に加わって「ショート・アイズ」はマンハッタン西にあるリバーサイド教会で公演されることになった。

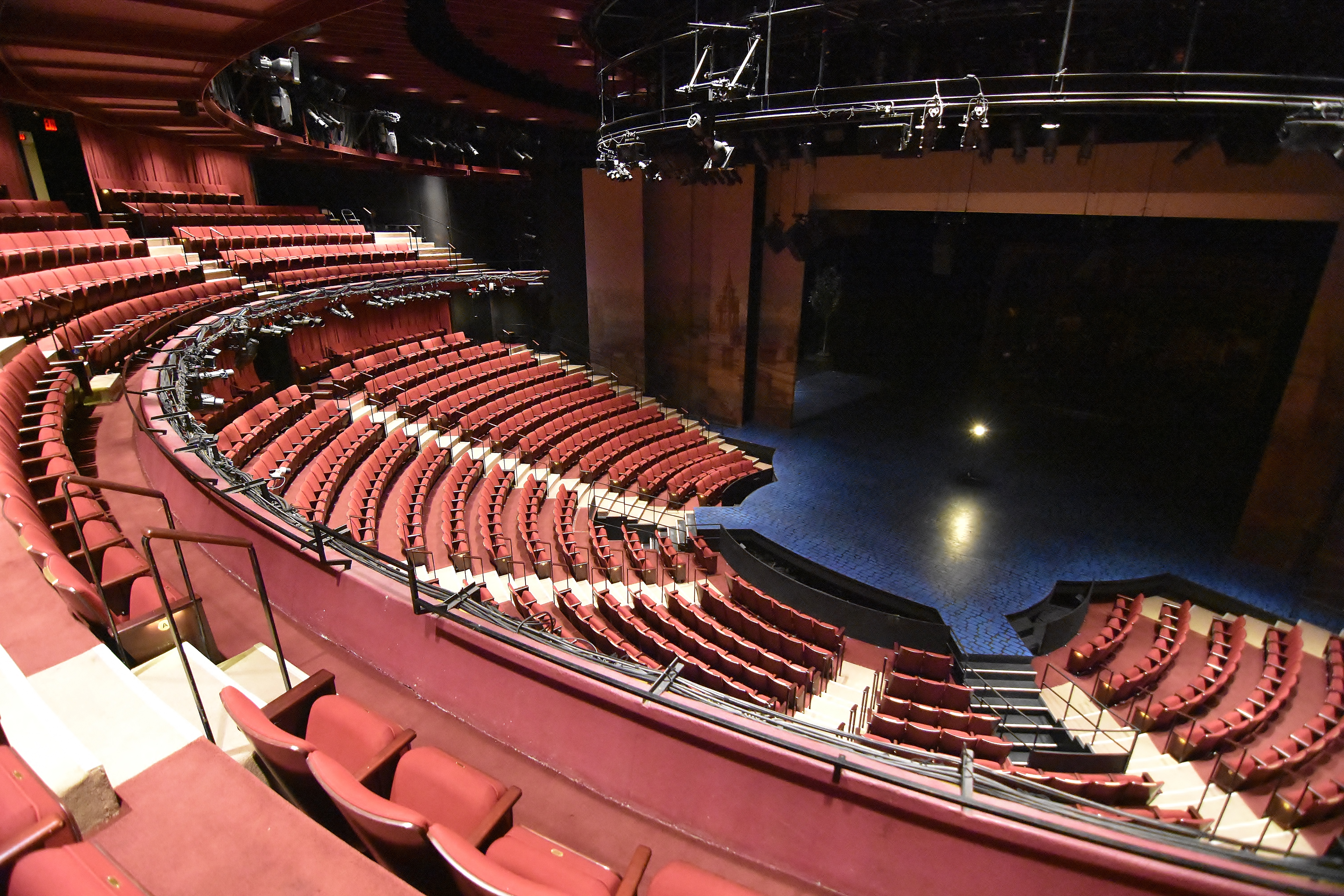
ビビアン・ボーモント・シアター

公演が始まるとすぐ、舞台監督及び演劇プロデューサーの大御所であるジョセフ・パップから声が掛かった。パップはその年の2月にはオフ・ブロードウェイへ、さらに同年5月にはブロードウェイへと舞台を移させた。刑務所での執筆からブロードウェイ公演までたった1年余りという驚くべきスピードであった。 劇団ザ・ファミリーも活動の場を拡大し、リンカーン・センターにあるビビアン・ボーモント・シアターで公開するに至った。
「ショート・アイズ」は翌年のトニー賞の演劇作品賞、脚本賞を含む6部門にノミネートされ、N.Y.ドラマ・クリティックサークル賞、オビー賞を受賞。さらにヨーロッパ公演も成功しており、ミゲル・ピニェロの名は文学界に知れ渡った。
3年後の1977年、「ショート・アイズ」が映画化される。監督ロバート・Ｍ・ヤング、主演ブルース・デイヴィソン、ミゲル自身もGo-Goという役で出演している。映画の撮影中、ミゲルと共演者のティート・ゴヤの2名は過去の拳銃強盗の容疑で逮捕されプレミアを観ることが出来なかった。このときは証拠不十分で釈放されたが、彼らを刑務所に行くべき人間だと考える関係者も少なくなかった。実際、一緒に捕まったティート・ゴヤは1978年に殺人を犯した疑いがあり、7年後に逮捕されている。

### メディアへの進出
1980年にはニュージャージー州の名門ラトガーズ大学などで講師を務め、1982年にはグッゲンハイム・フェローを受賞して奨学金を獲得した。その後も短期間ではあるがフィラデルフィアとロサンゼルスで小規模な舞台演劇を興行し成功を収めている。
この頃から映画やテレビドラマにも出演するようになり、同時にいくつかの脚本を手掛け才能を発揮した。中でも「特捜刑事マイアミ・バイス」(1984)で演じた麻薬王カルデロンはその後の犯罪ドラマにおけるヒスパニック系の悪役像を定着させる業績を残し、脚本においてはミゲル自身が知り尽くしている社会に蔓延る悪の部分を生々しく描き、若い脚本家たちが彼に追従しようとした。彼が脚本を担当したシーズン1・第15話「運び屋のブルース」”Smuggler's Blues”は、2006年の映画「マイアミ・バイス」の原形となったほどである。
これらの活躍によりショービジネス界で成功する可能性が十分あったはずなのに、幼い頃から馴染みのあるロウアーイーストサイドの安アパートに戻り、アルコールとドラッグをやめることはなかった。薬物所持で逮捕されることも度々あった。仕事を受ける際は歩道にいるホームレスが窓口となり、連絡は公衆電話を使った。映画「ショートアイズ」で受け取った4万ドルの報酬やその後得た収入のほとんどをホームレスやかつて世話になった刑務所の看守に配っていたという。

### 晩年
1982年、ギャラリーABC No Rioで開催されたグループ展で中国系アーティストのマーティン・ウォンと出会った。その頃ミゲルはアパートの家賃が支払えないほど金銭的に苦しい状況にあり、ウォンの安アパートに招かれ1年半ほど同棲した。彼らは親友であり恋人でもあった。ウォンの数多くの作品の中でもミゲルとのコラボレーションは特に有名で、詩やミゲル本人、刑務所など、ミゲルからインスピレーションを得て描いた作品はウォンの代表作となっている。
1988年、ミゲル・ピニェロは41歳の若さで死亡した。長年の薬物中毒による肝硬変とAIDSの合併症と考えられる。亡くなる3年前に彼が綴った詩、"Lower East Side Poem"にあるように遺灰はロウアーイーストサイドの路上に撒かれた。

## ザ・ニューヨリカン・ポエッツ・カフェ

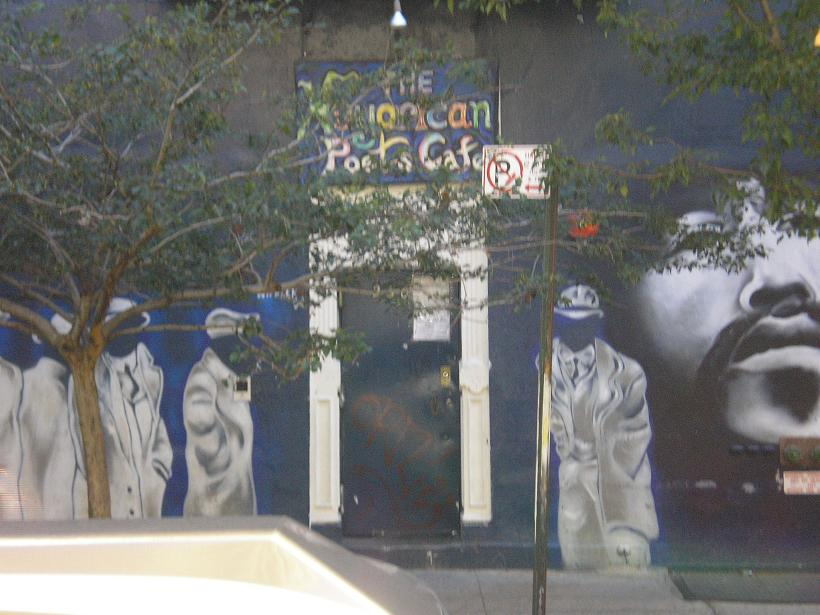
ニューヨリカン・ポエッツ・カフェ

1973年、大学教授で作家・詩人でもあるミゲル・アルガリン、ミゲル・ピニェロらは、イースト・ヴィレッジにあるアルガリンのアパートに 「ニューヨリカン・ポエッツ・カフェ」を開いた。ニューヨリカン”Nuyorican”とは「ニューヨークで育ったプエルトリカン」を意味する造語。文字通りニューヨークで活動するプエルトリコ人の詩人や作家の交流の場を目的とする非営利グループである。
2年後には部屋が手狭になったのでイースト6st.のカフェをレンタルして移転し、店名を「ザ・ニューヨリカン・ポエッツ・カフェ」と改名した。1980年頃にはますます来客数が増えたため、アルガリンやピネロを含む20人ほどのニューヨリカンでアルファベット・シティ236 East 3rd St.の建物を購入した。現在もその場所で歌や音楽、詩、コメディなどあらゆるジャンルの芸術を共有できるライブハウスとして人気を博している。

## 戯曲「ショート・アイズ」
ピニェロが書いた戯曲「ショート・アイズ」は、貧困層の黒人やヒスパニックが多く収監される刑務所に、白人の女児レイプ犯が加わることで始まる人間ドラマである。子供に対する虐待やレイプは囚人同士の間でも卑劣な行為と見なされ、刑務所ではたちまち攻撃の対象となる。そのような異様な状況に置かれた囚人たちの感情の起伏や葛藤が描かれる。
タイトルの“Short Eyes”とは子供に対するレイプ犯罪を指す。語源は「簡単な（手軽な、短時間な）強盗」を意味する”Short Heist“だが、プエルトリコ人はHの発音が苦手なため「Heist」が「Eyes」に似た発音になり、そのままスラングとして定着したとされる。
※語源については、刑務所でポルノ写真を手に入れた囚人が他人にばれないように写真を顔に近付けて見入っているときの寄り目になっている状態（＝Short Eyes）を表している、という説もある。。

## 伝記映画
「ピニェロ」(2001)はミゲル・ピニェロの生涯を描いた映画である。
監督はキューバ出身のレオン・イチャソ。ベンジャミン・ブラットがピニェロを演じている。
当初ベニチオ・デル・トロ、ジョン・レグイザモ、ロバート・ダウニー・Jr、ジョニー・デップなどが候補に挙がっていたが、ベンジャミン・ブラットが最有力候補になったときイチャソ監督は「まったくの別人じゃないか」と思ったという。実際、ブラットはニューヨークの裏路地よりも太陽が輝く西海岸が似合う好青年だった。イチャソ監督がその正直な印象を伝えると、ブラットはサンフランシスコからニューヨークにいるイチャソ本人に電話をかけこの役を強く希望した。結果、彼は見事にピニェロを演じ、アルマ賞(アメリカの映画、テレビ、音楽界で活躍するラテン系アメリカ人を讃える賞)の主演男優賞を受賞した。
エグゼクティブ・プロデューサーを務めることになったジョン・レグイザモは、ピニェロは自分の人生に最も影響をもたらす人物だろうと若いころから感じており、テレビシリーズ「特捜刑事マイアミ・バイス」でピニェロが演じる麻薬王カルデロンの息子役が決まったときは興奮を覚えたという。

## プライベート
1977年にジュリエッタ・ラヴェッテ・ラミレ(Juanita Lovette Ramire)と結婚。
イスマエル・カストロを養子に迎え入れたが1979年に離婚した。

## 逸話
- 1981年頃、レオン・イチャソ監督がニューヨークのセントラル・パークで友人とマリファナを吸っていると、茂みの中から体中を蚊に刺された男が現れた。金を脅し取られるかもしれないと思い怯えていると、彼はほんの少し言葉を交わして劇場のほうに歩いていった。その男はミゲル・ピニェロだった[15]。

- 映画「ピニェロ」で母親役を演じたリタ・モレノは、その27年前にリバーサイド教会で公演された「ショートアイズ」を鑑賞していた。
- イチャソ監督によれば「特捜刑事マイアミ・バイス」の撮影現場にミゲルがやってきた日の夜、衣装道具の部屋から100足あまりの靴が消えた。真相は分かっていない。
- 「ジェリコ・マイル/獄中のランナー 」(1979)のロケ地となったフォルサム刑務所を訪れたときは、当時大人気だった主演のピーター・ストラウスを差し置いてほとんどの囚人がミゲルに会いたがった。彼に水を差し出すとき、手が濡れないようにとコップに紙ナプキンを巻くことで敬意を払ったという。
- 2006年の映画「マイアミ・バイス」の脚本は、テレビシリーズでミゲルが脚本を担当したシーズン1・第15話「運び屋のブルース」”Smuggler's Blues”がベースとなっている。

## フィルモグラフィ、舞台活動

### 映画
| 公開年 | 邦題 原題                                                                | 役名         | 備考             |
| ------ | ------------------------------------------------------------------------ | ------------ | ---------------- |
| 1974   | Sing Sing Thanksgiving                                                   | 本人         | ドキュメンタリー |
| 1977   | Looking Up                                                               | Mugger       |                  |
| 1977   | Short Eyes                                                               | Go-Go        |                  |
| 1979   | ジェリコ・マイル/獄中のランナー The Jericho mile                         | ルビオ       | テレビ映画       |
| 1979   | The Streets of L.A.                                                      | 2nd Duster   | テレビ映画       |
| 1980   | タイムズ・スクエア Times Square                                          | ロベルト     |                  |
| 1981   | アパッチ砦・ブロンクス Fort Apache, The Bronx                            | ヘルナンド   |                  |
| 1981   | See China and Die                                                        | Gonzalez     | テレビ映画       |
| 1983   | 愛と死の天使 Exposed                                                     | 通りに立つ男 |                  |
| 1983   | ブレスレス Breathless                                                    | カリート     |                  |
| 1983   | 世紀の取り引き Deal of the Century                                       | モリノ       |                  |
| 1984   | アルファベット・シティ／麻薬マーケットに挑戦する若きウルフ Alphabet City | ディーラー   |                  |
| 1985   | Almost You                                                               | Ralph        |                  |
| 1986   | D.C. Cops                                                                | Pablo        | テレビ映画       |

### テレビ番組
| 放映年    | 邦題 原題                                      | 役名 | 備考        |
| --------- | ---------------------------------------------- | --- | ----------- |
| 1974      | マイク・ダグラス・ショー The Mike Douglas Show | 本人 | ゲスト      |
| 1975      | New York, New York                             | 本人 | 1エピソード |
| 1977      | 刑事コジャック Kojack                          | ルディ | 1エピソード |
| 1977      | 刑事バレッタ Baretta                           | ヴァルデス | 1エピソード |
| 1984 1985 | 特捜刑事マイアミ・バイス Miami Vice            | エステバン・カルデロン シーズン1「宿敵カルデロン」 エステバン・リベラ シーズン2「ニューヨーク・コネクション」 | 2エピソード |
| 1985 1986 | ザ・シークレット・ハンター Equalizer           | アパートの管理人 ドランク                                                                                     | 2エピソード |

### 脚本その他
| 放映年    | 邦題 原題                           | エピソード                                                                        | 備考                     |
| --------- | ----------------------------------- | --------------------------------------------------------------------------------- | ------------------------ |
| 1977      | Short Eyes                          |                                                                                   | 映画の脚本               |
| 1977 1978 | 刑事バレッタ Baretta                | Por Nada The Gadjo(原作)                                                          | テレビドラマの脚本、原作 |
| 1985 1988 | 特捜刑事マイアミ・バイス Miami Vice | シーズン1「運び屋のブルース」 シーズン4「ソニー絶体絶命!! ヒーローを襲った銃弾!」 | テレビドラマの脚本       |

### 舞台
| 年   | 原題                                               | 備考 |
| ---- | -------------------------------------------------- | ---- |
| 1973 | All Junkies                                        |      |
| 1973 | Straight from the Ghetto                           |      |
| 1974 | Short Eyes                                         |      |
| 1974 | Sideshow                                           |      |
| 1976 | The Guntower                                       |      |
| 1976 | The Sun Always Shines for the Cool                 |      |
| 1977 | Eulogy for a Small Time Thief                      |      |
| 1979 | Paper Toilet                                       |      |
| 1979 | Cold Beer                                          |      |
| 1980 | NuYorican Nights at the Stanton Street Social Club |      |
| 1980 | Playland Blues                                     |      |
| 1981 | Midnight Moon at the Greasy Spoon                  |      |